# ドナルドの魔法使い
『ドナルドの魔法使い』（ドナルドのまほうつかい、原題：Trick or Treat）は、ウォルト・ディズニー・プロダクション（現：ウォルト・ディズニー・カンパニー）が製作した1952年8月19日公開のアニメーション短編映画作品。ドナルドダック・シリーズの第106作である。

## あらすじ
ハロウィンの夜、ヒューイ、デューイ、ルーイはそれぞれのお化けに変装して、ドナルドの家に訪れたが、お菓子をもらえなかった。失意の中で3人は、そこで本物の魔女ヘイゼルと魔法のほうきのベルゼブブに出会い、ドナルドからお菓子をもらうのを手伝おうとする。しかし、すぐに追い返されてしまい怒り出し、3人と共に作戦を立ててお化けを生み出す薬「魔法のシャワー」を完成して大騒動を起こした。ドナルドは渋々とお菓子を出そうとするが、ヘイゼルから「へなちょこ」と言われてカンカン。鍵を閉めて体内に隠してしまう。するとヘイゼルは魔法のシャワーでドナルドの足を操らせて鍵を出させるが、ドナルドが鍵をすぐに捨ててしまう。怒ったヘイゼルは足を2倍に操らせてドナルドごとドアをノックアウトさせ、3人はお菓子を手に入れることに成功する。ヘイゼルとベルゼブブは、夜が明ける前に3人に別れを告げてどこかへ旅立った。

## スタッフ
- 製作：ウォルト・ディズニー
- 監督：ジャック・ハンナ
- 脚本：ラルフ・ライト
- 音楽：ポール・J・スミス
- 美術：エール・グレイシー
- 背景：
- 原画：ビル・ジャスティス、ドン・ラスク、ヴォルス・ジョーンズ

## キャスト
| キャラクター   | 原語版               | 東京12チャンネル版 | パイオニア版 | ブエナ・ビスタ版 |
| -------------- | -------------------- | ------------------ | ------------ | ---------------- |
| ドナルドダック | クラレンス・ナッシュ | 高橋和枝           | 関時男       | 山寺宏一         |
| ヒューイ       | クラレンス・ナッシュ | 原語流用           | 土井美加     | 坂本千夏         |
| デューイ       | クラレンス・ナッシュ | 原語流用           | 後藤真寿美   | 坂本千夏         |
| ルーイ         | クラレンス・ナッシュ | 原語流用           | 下川久美子   | 坂本千夏         |
| ヘイゼル       | ジューン・フォーレイ | 鈴木れい子         | 福田公子     | 定岡小百合       |
| 歌うおばけ     | ザ・メロメン         | グリーン・ブライト | 原語流用     | ?                |
| ナレーター     | -                    | -                  | 江原正士     | -                |

備考
- 日本のディズニープラスでは2022年7月8日から東京12チャンネル版が放送されている。これが1975年10月19日に東京12チャンネルの1時間番組「ディズニー劇場」にて『マンガ特集・大あばれドナルドダック』の中で放送されたものかは不明[1]。また、原語の上に日本語で吹き替えられている（魔女が喋るシーンを除く）。
- パイオニア版（LD・VHS）ではオープニングがカットされているが、オバケたちが歌うシーンは日本語字幕で表記されている。

## 日本での公開

### 収録
- 『ドナルドのギャグ・ファクトリー』（DVD、ブエナ・ビスタ・ホーム・エンターテイメント、新吹き替え版）